# Бородино (Талдомский городской округ)
Бородино — деревня в Талдомском районе Московской области России, входит в состав сельского поселения Ермолинское. Население — 0 чел. (2010).

## География
Расположена на севере Московской области, в восточной части Талдомского района, примерно в 15 км к востоку от центра города Талдома, на территории государственного природного заказника регионального значения Журавлиная родина. Ближайшие населённые пункты — деревни Вороново, Дмитровка и Есаулово.

## Население
| 1859 | 1888 | 1926 | 2002 | 2006 | 2010 |
| ---- | ---- | ---- | ---- | ---- | ---- |
| 220  | ↘205 | ↘198 | ↘3   | ↘1   | ↘0   |

## История
В «Списке населённых мест» 1862 года — владельческая деревня 2-го стана Калязинского уезда Тверской губернии между Дмитровским и Углицко-Московским трактами, в 49 верстах от уездного города и 10 верстах от становой квартиры, при речке Мокеевке, с 30 дворами и 220 жителями (99 мужчин, 121 женщина).
По данным 1888 года входила в состав Семёновской волости Калязинского уезда, проживало 205 человек (95 мужчин, 110 женщин).
По материалам Всесоюзной переписи населения 1926 года — деревня Апсаревского сельского совета Семёновской волости Ленинского уезда Московской губернии, в 10,7 км от Кашинского шоссе и 11,7 км от станции Талдом Савёловской дороги, проживало 198 жителей (94 мужчины, 104 женщины), насчитывалось 41 хозяйство, среди которых 39 крестьянских, работала артель сапожников.
С 1929 года — населённый пункт в составе Ленинского района Кимрского округа Московской области.
Постановлением ЦИК и СНК от 23 июля 1930 года округа как административно-территориальные единицы были ликвидированы. Постановлением Президиума ВЦИК от 27 декабря 1930 года городу Ленинску было возвращено историческое наименование Талдом, а район был переименован в Талдомский.
1959—1963, 1965—1994 гг. — деревня Ермолинского сельсовета Талдомского района.
1963—1965 гг. — деревня Ермолинского сельсовета Дмитровского укрупнённого сельского района.
1994—2006 гг. — деревня Ермолинского сельского округа Талдомского района.
С 2006 г. — деревня сельского поселения Ермолинское Талдомского муниципального района Московской области.